# Fazekas András (harcművész)
Fazekas András (Budapest, 1986. december 5.) világbajnoki bronzérmes harcművész.

## Pályafutása
10 éves kora óta foglalkozik harcművészettel, küzdősportokkal. Számos stílusban kipróbálta magát. Elsajátította a fegyveres és a pusztakezes technikát. Kendóval, aikidóval, cselgánccsal és brazil dzsúdzsucuval foglalkozott az elmúlt évtizedekben.
Olyan mesterektől tanult, mint:
- Zé Radiola – A Zé Radiola Team alapítója és vezetője (Világ és Brazil bajnok)
- Max Carvalho – A Zé Radiola Team Magyarország vezetője (Európa-bajnok és többszörös brazil bajnok)
- Horváth Imre – A Zé Radiola Team Magyarország professzora (többszörös magyar bajnok, Eb-második)
- Victor Estima – A Gracie Barra Nottingham vezetőedzője (többszörös világbajnok)

Ez idő alatt számos versenyen vett részt, ahol húsz alkalommal végzett dobogós helyen.
2019 márciusában megszerezte a fekete övet.  Versenyző, instruktor, a Zé Radiloa Team Magyarország tagja.